# Tourtour
Tourtour település Franciaországban, Var megyében. Lakosainak száma 583 fő (2022. január 1.). Tourtour Vérignon, Ampus, Aups, Flayosc és Villecroze községekkel határos.

## Népesség
A település népessége az elmúlt években az alábbi módon változott:
| Lakosok száma | 591  | 587  | 602  | 581  | 583  | 585  | 587  | 585  | 583  |
|               | 2013 | 2015 | 2016 | 2017 | 2018 | 2019 | 2020 | 2021 | 2022 |